# Südsamische Sprache

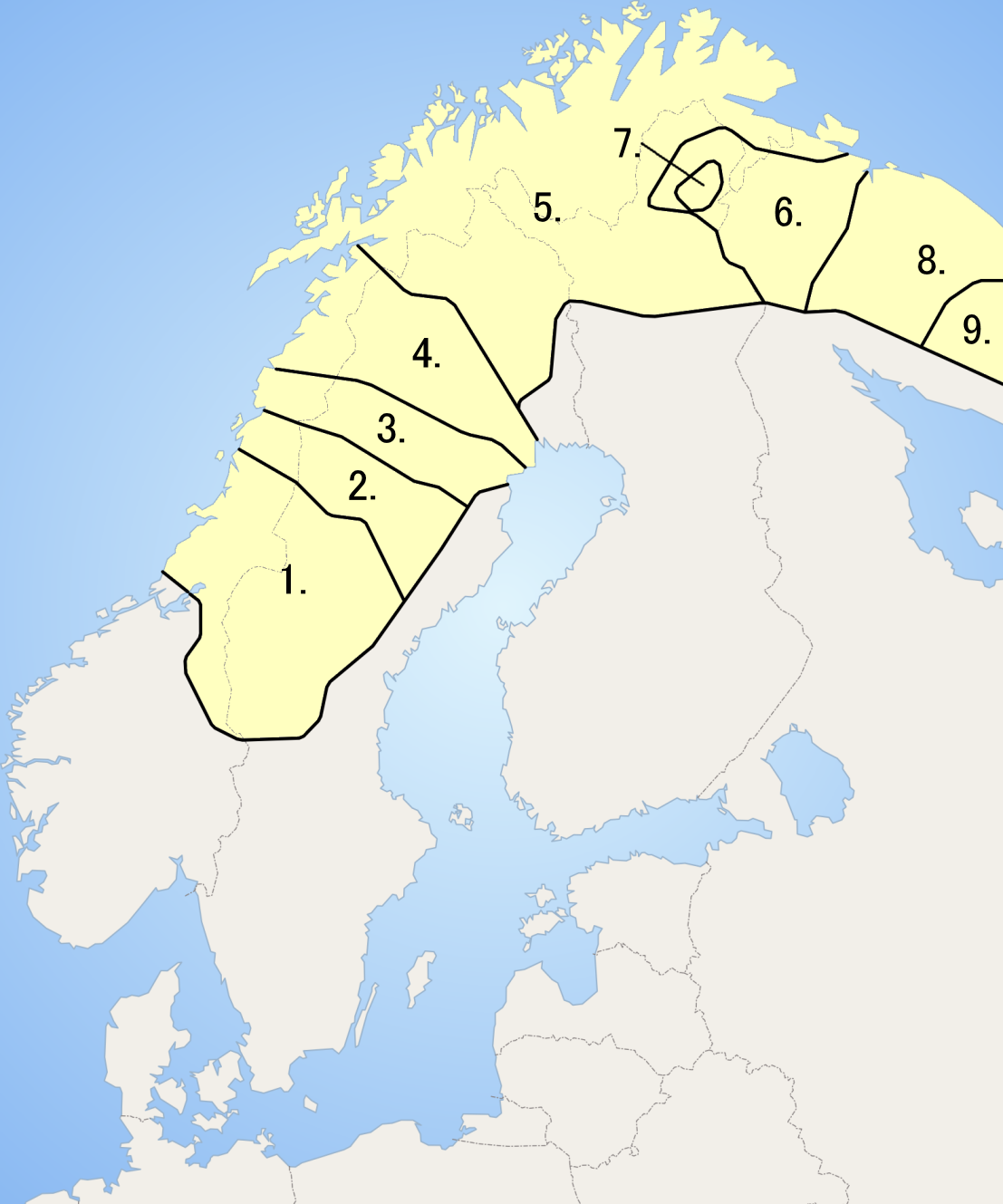
Verbreitungsgebiet des Südsamischen (Nr. 1) im samischen Sprachraum

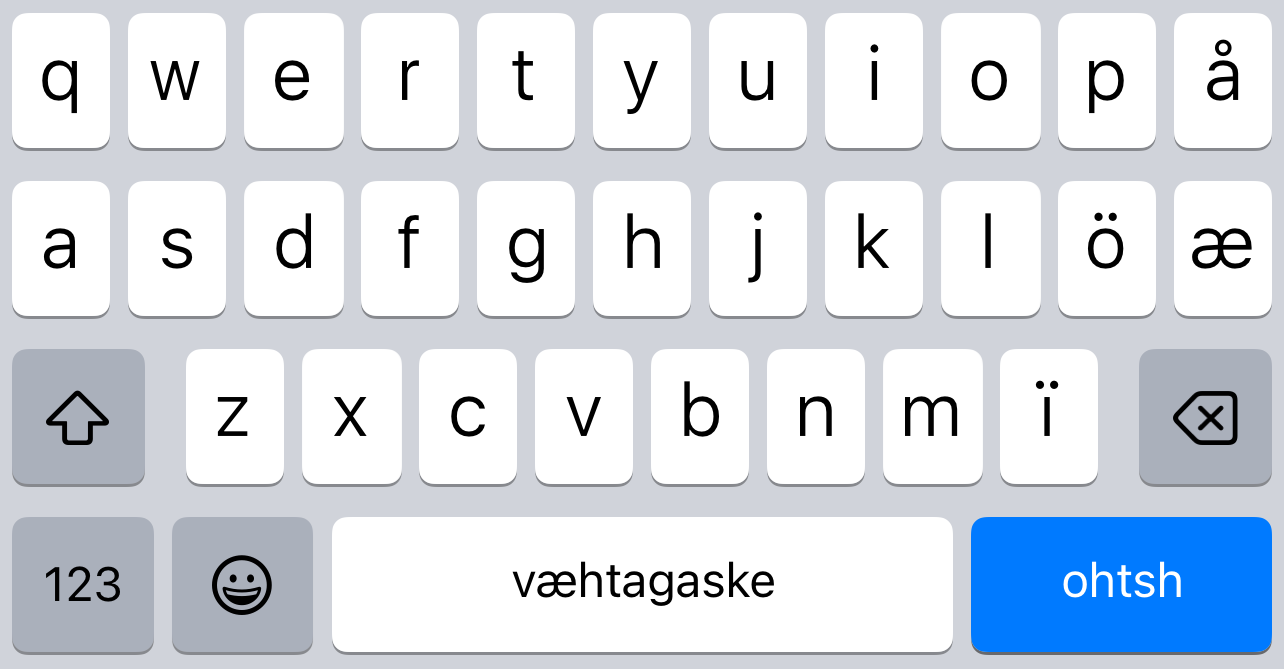
Südsamische Bildschirmtastatur auf einem iPhone

Südsamisch gehört zu den Samischen Sprachen, welche zur Familie der Uralischen Sprachen gehören. Geographisch ist Südsamisch die südwestlichste der samischen Sprachen. Sie lässt sich weiterhin unterteilen in zwei Hauptdialekte: Südsamisch sensu stricto und Umesamisch, wobei es im Letzteren nur noch wenige Muttersprachler in Schweden gibt.
Die stark bedrohte Sprache wird hauptsächlich noch in den Kommunen Snåsa und Røyrvik in Norwegen gesprochen, daneben auch noch in Schweden. Von den etwa 2000 Südsamen sprechen nur noch ca. 500 fließend Südsamisch.

## Schrift und Rechtschreibung
Das Südsamische hat seit 1978 eine offizielle Schriftsprache, die auf Knut Bergsland zurückgeht. Die Schreibung lehnt sich stark an das Schwedische und Norwegische an und verwendet das folgende lateinische Alphabet: A/a, B/b, D/d, E/e, F/f, G/g, H/h, I/i, (Ï/ï), J/j, K/k, L/l, M/m, N/n, O/o, P/p, R/r, S/s, T/t, U/u, V/v, Y/y, Æ/æ, Ø/ø, Å/å.
In Schweden werden statt Æ/æ, Ø/ø die dort üblichen Zeichen Ä/ä, Ö/ö gebraucht.
In Fremdwörtern sind auch C/c, Q/q, W/w, X/x, Z/z möglich.

## Phonologie

### Vokale
Vokalphoneme der Standardsprache (orthographische Entsprechungen in Klammern):
|            | vorne             | vorne       | zentral    | zentral  | hinten     | hinten   |
|            | Ungerundet        | Gerundet    | Ungerundet | Gerundet | Ungerundet | Gerundet |
| ---------- | ----------------- | ----------- | ---------- | -------- | ---------- | -------- |
| hoch       | i (i)             | y (y)       | ɨ (ï/i)1   | ʉ (u)    |            | u (o)    |
| mittelhoch | e: (ee)           | ø: (øø/öö)2 |            |          |            | o: (åå)  |
| mitteltief | ɛ (e), ɛ: (ee)    |             |            |          |            | ɔ (å)    |
| tief       | æ (ä/æ)2, æ: (ae) |             | a (a)      |          | ɑ: (aa)    |          |

1Die Vokale i und ɨ werden normalerweise beide mit i geschrieben, Wörterbücher und andere sprachwissenschaftliche Publikationen verwenden aber ï für den letzteren Vokal.
2Die Buchstaben æ und ø werden in Norwegen verwendet, ä und ö in Schweden.
Die Vokale können zu zehn Diphthongen kombiniert werden:
|             | vorne ungerundet | vorne gerundet | zentral ungerundet | zentral gerundet | hinten-vorne | hinten  |
| ----------- | ---------------- | -------------- | ------------------ | ---------------- | ------------ | ------- |
| hoch-mittel | iɛ (ie)          | yœ (yø/yö)     | ɨɛ (ïe)            | ʉɛ (ue)          |              | uʌ (oe) |
| mittel-tief | eæ (ea)          |                |                    | ɵa (ua)          | oæ (åe)      | oɒ (åa) |

### Konsonanten
Das Südsamische verfügt über 17–20 eigenständige Konsonantenphoneme (die orthographischen Entsprechungen in Klammern).
|                        | Labial  | Dental  | Alveolar | Postalveolar | Palatal | Velar   | Glottal |
| ---------------------- | ------- | ------- | -------- | ------------ | ------- | ------- | ------- |
| Plosive und Affrikaten | p (b,p) | t (d,t) | ts (ts)  | tʃ (tj)      |         | k (g,k) |         |
| Aspirierte Plosive     | pʰ (p)  | tʰ (t)  |          |              |         | kʰ (k)  |         |
| Frikative              | f (f)   |         | s (s)    | ʃ (sj)       |         |         | h (h)   |
| Nasale                 | m (m)   | n (n)   |          |              | ɲ (nj)  | ŋ (ng)  |         |
| Laterale               |         |         | l (l)    |              |         |         |         |
| Vibranten              |         |         | r (r)    |              |         |         |         |
| Approximanten          | β-w (v) |         |          |              | j (j)   |         |         |

Alle Konsonanten außer den aspirierten Plosiven kommen auch geminiert vor.
Die aspirierten Plosive kontrastieren nur im Anlaut (von Lehnwörtern) mit den einfachen Plosiven, vgl. taale /tʰa:lə/ 'Zahl' ~ daale /ta:lə/ 'Krone (Münze)' und können vielleicht auch als Folgen von p, t, k + h gedeutet werden.
Die einfachen Plosive können besonders im südlichen Dialekt stimmhaft sein und werden daher z. B. im Anlaut und zwischen unbetonten Vokalen mit b, d, g geschrieben; sonst sind sie eher stimmlos und werden mit p, t, k geschrieben. Geminierte Plosive und Affrikaten gelten als halb stimmhaft und werden daher mit bp, dt, dts, dtj und gk geschrieben.
Die sogenannten präaspirierten Plosive und Affrikaten werden hier (wie in der Orthographie) als Folgen von /h/ + Plosiv/Affrikata aufgefasst, nicht als eigene Laute. Entsprechend werden stimmlose Nasale, l, r und Approximanten als Allophone neben h aufgefasst. Diese Frage ist allerdings nicht genügend untersucht.

### Lautwechsel
Im Gegensatz zu den übrigen samischen Sprachen gibt es im Südsamischen keinen Stufenwechsel, die Konsonanten alternieren also nicht zwischen verschiedenen Wortformen.
Dafür ist im Südsamischen der Umlaut stark ausgebaut. Von jedem Basisvokal können bis zu 5 verschiedene Umlautvarianten gebildet werden:
|    | + e/i (< *ə) | + a/e (< *ā) | + oe/o (< *ō) | + e (<*u) | + ie/e (< *ē) | + e/i (<*i) |
| -- | ------------ | ------------ | ------------- | --------- | ------------- | ----------- |
| i  | ï            | æ            | æ             | y         | i             | i           |
| a  | a            | a            | a             | o         | e             | i           |
| o  | o            | å            | å             | o         | u             | u           |
| ie | ïe           | ea           | ea            | yø        | ie            | ee          |
| aa | aa           | aa           | aa            | åå        | ae            | ee (ææ)     |
| åa | åa           | åa           | åa            | åå        | åe            | øø          |
| oe | oe           | ua           | åa            | åå        | ue            | øø          |

## Morphologie

### Nomen
Das Südsamische hat acht Kasus: Nominativ, Akkusativ, Genitiv, Illativ, Lokativ, Elativ, Komitativ und Essiv. Zudem wird auf Nomen Singular und Plural markiert. Die Flexion ist im Wesentlichen agglutinierend. Grammatisches Geschlecht und Definitheit werden nicht auf dem Nomen markiert.
| Kasus     | Singular     | Plural       |
| --------- | ------------ | ------------ |
| Nominativ | -∅           | -h           |
| Akkusativ | -m/-b        | -ide/-idie   |
| Genitiv   | -n           | -j/-i        |
| Illativ   | -n; -se/-sse | -ide/-idie   |
| Lokativ   | -sne/-snie   | -ine/-inie   |
| Elativ    | -ste/-stie   | -iste/-istie |
| Komitativ | -ine/-inie   | -igujmie     |
| Essiv     | -ine/-inie   | -ine/-inie   |

Die Singularform trägt ein Nullsuffix. Als Pluralsuffix dient im Nominativ -h und in den anderen Kasus -i/j-, an das die jeweiligen Kasusendungen angefügt werden. Im Essiv wird der Plural nicht markiert.
Nominativ und Akkusativ kodieren die grammatischen Rollen des Subjekts und Objekts. Lokativ und Elativ sind primär lokal, während der Illativ räumliche und grammatische Rollen repräsentiert. Der Genitiv kann in Kombination mit Adpositionen auch indirekte Objekte kodieren.
Anders als im Nordsamischen sind im Südsamischen Akkusativ und Genitiv sowie Lokativ und Elativ noch unterschieden. Essiv und Komitativ Singular sind erst in jüngster Zeit zusammengefallen.
Die Inflektionsklassen richten sich nach der Silbenanzahl und nach der Vokalqualität der zweiten (für zwei- und dreisilbige Nomen) oder der vierten (für viersilbige Nomen) Silbe. Es können fünf Stammklassen unterschieden werden: ie-Stämme, e-Stämme, a-Stämme, oe-Stämme (jeweils zweisilbig) und dreisilibige Stämme. Es gibt viele Fälle von Suffixallomorphie, Vokalveränderungen im Stamm und nicht definierbaren Morphemgrenzen.
|          | Nominativ      | Genitiv | Akkusativ | Illativ | Lokativ  | Ablativ   | Komitativ   | Essiv   |
| -------- | -------------- | ------- | --------- | ------- | -------- | --------- | ----------- | ------- |
| Singular | johke          | johken  | johkem    | johkese | johkesne | johkeste  | johkine     | johkine |
| Plural   | johkh (johkeh) | johki   | johkide   | johkide | johkine  | johkijste | johkigujmie | –       |

Das Pluralsuffix im Nominativ -(e)h/-( ə)h wird oft ohne den Vokal verwendet. Es gibt nur zwei unveränderliche Kasussuffixe: -n für Genitiv Singular und -m für Akkusativ Singular. Die Akkusativ und Illativ Pluralformen sind immer synkretisch (-ide/-idie). Die Essivform kann als reine Singularform oder auch als homonyme Singular- und Pluralform betrachtet werden. Sie ist immer synkretisch mit der Komitativ Singular- und der Lokativ Pluralform.
|          | Nominativ | Genitiv         | Akkusativ         | Illativ           | Lokativ           | Ablativ               | Komitativ                   | Essiv             |
| -------- | --------- | --------------- | ----------------- | ----------------- | ----------------- | --------------------- | --------------------------- | ----------------- |
| Singular | guelie    | guelien         | gueliem           | gualan            | guelesne          | gueleste              | gueline (gööline)           | gueline (gööline) |
| Plural   | guelieh   | gueliej (gööli) | guelide (göölide) | guelide (göölide) | gueline (gööline) | guelijste (göölijste) | gueliejgujmie (gööligujmie) | –                 |

Früher fand im Komitativ Singular und in allen Pluralformen außer der des Nominativ Plural ein Lautwandel des ersten Stammvokals zum Umlaut öö statt.

### Pronomen
Das Personalpronomen hat auch Dualformen. Die übrigen Pronomina flektieren mit Ausnahme des Essivs wie das Nomen.
Die ursprünglichen Pronomina der 3. Person wurden durch die Demonstrativpronomina dïhte (Singular) und dah (Plural) abgelöst. Dïhte hat keine Dualform. Die Pluralform dah kann auch für zwei Personen stehen und durch das Dualelement guaktah ('zwei') ergänzt werden.
| Person | Singular | Dual          | Plural  |
| ------ | -------- | ------------- | ------- |
| 1      | manne    | monnah        | mijjieh |
| 2      | datne    | dotnah        | dijjieh |
| 3      | dihte    | dah (guaktah) | dah     |

Beim Südsamischen handelt es sich um eine Pro-Drop-Sprache. Pronomen können sowohl in der gesprochenen als auch in der geschriebenen Sprache weggelassen werden, da Verben nach Person flektieren.

### Possessivpronomen
Das Südsamische weist Possessivsuffixe auf, die in der gesprochenen Sprache nicht mehr regelmäßig benutzt werden. Es gibt nur wenige Begriffe, an die Possessivsuffixe angehängt werden können.
| Suffix        | Nominativ | Possessivkonstruktion | Übersetzung  |
| ------------- | --------- | --------------------- | ------------ |
| -me (1SG.NOM) | tjidtjie  | tjaedtjeme            | meine Mutter |
|               | aehtjie   | aahtjeme, aehtjeme    | mein Vater   |
| -de (2SG.NOM) | tjidtjie  | tjaedtjedh            | deine Mutter |
|               | aehtjie   | aehtjedh              | dein Vater   |

### Verbum
Das südsamische Verbum hat besondere Dualformen für die Zweizahl.
Beim Verbum ist zwischen ungeradsilbigen und geradsilbigen Verben zu unterscheiden, bei den letzteren gibt es sechs verschiedene Stammklassen.
Übersicht über die Formen der ie-Stämme am Beispiel von båetedh 'kommen':
|                 | Präsens     | Präteritum       | Imperativ   |
| --------------- | ----------- | ---------------- | ----------- |
| 1. Sg.          | båatam      | böötim           |             |
| 2. Sg.          | båatah      | böötih           | båetieh     |
| 3. Sg.          | båata       | bööti            |             |
| 1. Du.          | båetien     | böötimen         |             |
| 2. Du.          | båeteden    | böötiden         | båeteden    |
| 3. Du.          | båetiejægan | böötigan         |             |
| 1. Pl.          | båetebe     | böötimh          |             |
| 2. Pl.          | båetede     | böötidh          | båetede     |
| 3. Pl.          | båetieh     | böötin           |             |
| Partizip        | båetije     | båateme          |             |
| Verneinungsform | båetieh     | Gerundium        | båetieminie |
| Infinitiv       | båetedh     | Verbalsubstantiv | båeteme     |

### Derivationelle Morphologie
Typisch für uralische Sprachen hat Südsamisch viele Derivationsmorpheme, wovon die meisten Suffixe sind. Eine Ausnahme bildet das Negationspräfix ov- „un-“, welches an Adjektive adjungiert wird und vom skandinavischen u-/o- abstammt.
Beim Anfügen von Affixen an Stämme hängt die Wahl des Allomorphs wie bei den Flexionssuffixen von der Silbenanzahl des Stammes ab. So wird der Diminutivmarker -(e)tje für zwei- oder viersilbige Stämme verwendet, während -(a)dtje an dreisilbige Stämme angefügt wird. Die Grenzen zwischen Stamm und Suffix können häufig nicht klar definiert werden. Auch die interne Struktur des Stamms kann durch derivationelle Prozesse beeinflusst werden: z. B. guelie „Fisch“ → gualetje „kleiner Fisch“.
Weitere Derivationsmorpheme sind -se/-asse „Material für“ (gaamege „Schuh“ → gaamegasse „Material für einen Schuh“), -(s)assa „zukünftig“ (vuanove „Schwiegermutter“ → vuanavassa „zukünftige Schwiegermutter“) oder -oe zur Nominalisierung von Verben (jaehke „glauben“ → jaahkoe „Glaube“).
Im Südsamischen können mehrere Derivationsmorpheme an einen Stamm adjungiert werden: z. B. bihke „sammeln“ → bihkede „erklären“ → bihkedasse „Erklärung“.

## Syntax

### Wortstellung auf Satzebene
Im Unterschied zum Nordsamischen hat das Südsamische die Grundstruktur SOV. Nur die Kopula ('„sein“) und Auxiliare erscheinen an zweiter Stelle: S(Aux)OV. Die Verwendung der Kopula in der dritten Person Indikativ Präsens ist fakultativ.
Eine Änderung der Satzstellung zum Zweck der Fokussierung ist möglich:
| Tjeehpes                                      | tjoph     | provresth    | nyjsenœjjah | utnieh.   |
| schwarze                                      | Kappen-PL | verheiratete | Frauen-PL   | haben-3PL |
| ‘Verheiratete Frauen tragen schwarze Kappen.’ |           |              |             |           |

### Wortstellung auf Phrasenebene
Im Südsamischen gehen Modifizierer meist dem Phrasenkopf – also dem Element, das seine Merkmale an die Phrase vererbt – voraus. So stehen Numerale, Demonstrativpronomen und Adjektive vor dem zu modifizierenden Nomen, z. B. daate maana „dieses Kind“. Es gibt aber auch Postpositionen, die auf das zu modifizierende Nomen folgen, z. B. gåetij bijre „um die Häuser herum“.

### KasusAlignment
Beim Südsamischen handelt es sich um eine Nominativ-Akkusativ-Sprache mit der Besonderheit, dass Pluralobjekte auch mit dem Nominativ markiert werden können. Objekte im Nominativ Plural sind indefinit, während Objekte im Akkusativ Plural definit sind. Dies gilt sowohl für Nomen als auch Pronomen. Ylikoski (2022, S. 54) gibt folgendes Beispiel für einen Satz mit Nominativobjekt:
| Laara                               | treavkah   | dorjeme.        |
| Laara                               | Ski-PL.NOM | machen-PRT.PART |
| ‘Laara hat (ein Paar) Ski gemacht.’ |            |                 |

Ein Akkusativobjekt ist dagegen immer definit:
| Dejtie             | treavkide  | vööjnim.       |
| es-PL.AKK          | Ski-PL.AKK | machen-PRT.1SG |
| ‘Ich sah die Ski.’ |            |                |

| Subjekt | Objekt | Definitheit       |
| ------- | ------ | ----------------- |
| NOM     | AKK.SG | definit/indefinit |
| NOM     | AKK.PL | definit           |
| NOM     | NOM.PL | indefinit         |

### VerbAgreement
Das Verb stimmt meist in den Merkmalen Person und Numerus mit dem Subjekt überein. Die TAM-Kategorien, also Tempus-/Aspekt-/Moduskategorien, basieren auf nicht-finiten Verbformen und werden in periphrastischen Konstruktionen mit optionalen Auxilliaren abgebildet.
|                 | Verbform    | Auxiliarität | Agreement               |
| --------------- | ----------- | ------------ | ----------------------- |
| Präsens         | finit       | -            | Person, Numerus         |
| Präteritum      | finit       | -            | Person, Numerus         |
| Imperativ       | nicht-finit | -            | 2SG                     |
| Perfekt         | nicht-finit | ja-PRS       | Person, Numerus mit AUX |
| Plusquamperfekt | nicht-finit | ja-PRT       | Person, Numerus mit AUX |
| PRS Progressiv  | nicht-finit | ja-PRS       | Person, Numerus mit AUX |
| PRT Progressiv  | nicht-finit | ja-PRT       | Person, Numerus mit AUX |

### Possessivkonstruktion
Für „haben“ wird neben dem Verbum utnedh auch eine Konstruktion mit optionaler Kopula und Genitiv des Besitzers verwendet:
| Laaran                  | (lea)      | bienje. |
| Laara-GEN               | (sein-3SG) | Hund    |
| ‘Laara hat einen Hund.’ |            |         |

### Interrogativsätze
Polare Fragesätzen weisen eine invertierte Wortfolge auf, bei der das Verb an den Satzanfang bewegt wird. Ylikoski (2022) gibt hierfür folgende Beispiele:
| Åtnah                  | datne | bœjhpam?   |
| haben-2SG              | du    | Pfeife-AKK |
| ‘Hast du eine Pfeife?’ |       |            |

Alternativ kann eine polare Frage auch mit Interrogativpartikeln wie mah oder dagke gebildet werden:
| Mah/Dagke               | datne | bœjhpam    | åtnah?    |
| INT                     | du    | Pfeife-AKK | haben-2SG |
| ‘Hast du eine Pfeife?’" |       |            |           |

Außerdem kann weder die Verbstellung verändert, noch eine Interrogativpartikel hinzugefügt werden. In diesem Fall ist die polare Frage allein durch die Betonung zu erkennen.

### Imperativsätze
Der Imperativ unterscheidet sich formal von der Indikativform der zweiten Person Singular und wird für Befehle benutzt.
| utnie-h                                 | dellie | hijven | jih | heels-h!    |
| haben-IMPF                              | jetzt  | gut    | und | grüßen-IMPF |
| ‘Habe einen guten (Tag) und sag hallo!’ |        |        |     |             |

### Negation
Negation wird durch ein Negativauxilliar markiert, das nach Person, Numerus und Tempus flektiert. Die frequenteste Konstruktion besteht aus einem Negativauxilliar und einer nicht-finiten Verbform, dem sogenannten Konnegativ. Der Konnegativ ist in den uralischen Sprachen weit verbreitet.
Negativauxilliare treten in zwei Modi (Indikativ, Imperativ) und zwei Tempora (Präsens, Präteritum) auf. Sie stehen meist vor dem Subjekt, doch die Wortstellung ist variabel. Das pronominale Subjekt kann weggelassen werden:
| im                               | mujhtie-h    | daelie. |
| NEG.AUX.PRS.1SG                  | erinnern-CNG | jetzt   |
| ‘Ich erinnere mich jetzt nicht.’ |              |         |

### Differential Object Marking
Das Differential object marking im Südsamischen ist asymmetrisch. Nur Akkusativobjekte erhalten eine Kasusmarkierung, z. B.:
| Læjsa                        | aahkide           | damta.     |
| Lisa                         | Großmutter-AKK.PL | kennen-3SG |
| ‘Lisa kennt die Großmütter.’ |                   |            |

Das Suffix -idie markiert den Akkusativ.
Nominativobjekte erhalten dagegen keine overte Kasusmarkierung:
| Læjsa                    | aahkah            | damta.     |
| Lisa                     | Großmutter-NOM.PL | kennen-3SG |
| ‘Lisa kennt Großmütter.’ |                   |            |